# Amós Acero Pérez
Amós Acero Pérez (Villaseca de la Sagra, 31 de març de 1893 - Madrid, 16 de maig de 1941) va ser un mestre i polític socialista espanyol. Va ser escollit alcalde de Vallecas a les eleccions d'abril de 1931, quan aquesta localitat encara no pertanyia al municipi de Madrid, i diputat a Corts. Després de la Guerra Civil va ser condemnat a mort i executat per les seves activitats polítiques per les autoritats franquistes.
Pertanyia a una família humil, però aconseguí estudiar per a mestre a l'Escola Normal de Magisteri de Madrid, on va obtenir el títol de mestre el 1914. Després de fer el servei militar el 1915, va treballar com a farmacèutic a Valdepeñas el 1917. El 1918 es va casar i es va traslladar a Madrid, on va treballar un temps a una carboneria. El 1920 va ingressar al PSOE i 1921 va exercir com a ajudant d'apotecari a Madrid. El 1927 va aconseguir una plaça de mestre a l'Escola Racionalista Pablo Iglesias de Vallecas, escola laica creada per iniciativa de mestres de l'Escola Nova afiliats a la UGT.
A les eleccions municipals de 1931 fou candidat de la Conjunció Republicano-Socialista a l'ajuntament de Vallecas i nomenat alcalde, i posteriorment fou elegit diputat per Madrid a les eleccions generals espanyoles de 1931. A les eleccions generals espanyoles de 1933 no fou escollit i fou destituït com a alcalde per ordre governativa. Després de la victòria del Front Popular a les eleccions generals espanyoles de 1936 fou restituït a l'alcaldia de Vallecas i membre de la comissió gestora de la Diputació Provincial de Madrid.
Es va mantenir en el càrrec fins al final de la guerra civil espanyola. Durant el conflicte va ajudar a nombroses persones “de dretes” a passar-se a la zona nacional, va signar molts salconduits i va evitar crema de convents a Vallecas. El 27 de març de 1939, aconsellat per amics, va fugir cap a València amb el governador civil de Madrid, Carlos Rubiera Rodríguez. L'endemà, però, fou capturat per les tropes franquistes i internat al camp de concentració d'Albatera. Fou sotmès a un judici sumaríssim en el que no li foren admesos els avals (tot i que en foren presentats més de cinquanta) ni bona part de la documentació que aportà en el seu descàrrec. Finalment fou condemnat a mort i afusellat a la tàpia del cementiri de l'Almudena el 16 de maig de 1941